# Antonio Galdó Villegas
Antonio Galdó Villegas (Granada 1906 - 1994) fue un médico pediatra español  fundador en Granada de uno de los nueve  centros de prematuros que UNICEF promovió en España.
Fue fundador de  la Escuela Profesional de Pediatría y Puericultura en la Facultad de Medicina de Granada, fundador de la revista Actualidad Pediátrica y fundador de la Sociedad de Pediatría de Andalucía Oriental.

## Biografía y trayectoria profesional
Nació en Granada y realizó los estudios de Medicina en la Facultad de Medicina de Granada.
Como pediatra se formó en Madrid en el hospital del Niño Jesús y en la inclusa  junto a Juan Antonio Alonso Muñoyerro y Juan Bravo Frías. En 1932 accedió al grado de doctor.
Retornó a la Universidad de Granada donde fue profesor auxiliar (1939-1947), profesor adjunto (1947-1948) y catedrático de Pediatría y Puericultura por concurso-oposición.
En 1964 fundó  la Escuela Profesional de Pediatría y Puericultura en la Facultad de Medicina y uno de los  Centros de Prematuros que creó  UNICEF en España.
Los Centros de Prematuros creados en España con la participación de UNICEF fueron un hito  en la asistencia pediátrica en España.
Fundó la revista Actualidad Pediátrica y fue  fundador de la Sociedad de Pediatría de Andalucía Oriental y  decano de la Facultad de Medicina de Granada entre 1960 y 1965.
Falleció en Granada en 1994 dejando una estela de discípulos distribuidos por todo el País.

## Distinciones
Fue Presidente de Honor de la Asociación Española de Pediatría y de la Sociedad de Pediatría de Andalucía Oriental
Socio de honor de las Sociedades de Pediatría de Madrid, Castellano Astur-Leonesa, Valenciana, Extremadura y Andalucía Oriental y miembro correspondiente de la Sociedad de Pediatría de París.
En 1967 recibió la Encomienda con Placa de la Orden Civil de Sanidad y en 1955 ingresó en la Real Academia de Medicina y Cirugía de Granada.